# Pisentius von Koptos
Pisentius von Koptos (* 568/69; † 632) war Bischof von Koptos, ein bedeutender Theologe und wurde nach seinem Tod von der koptischen Kirche als Heiliger verehrt.

## Leben
Pisentius kam in Psamer, in Oberägypten als Sohn einer wohlhabenden Familie zur Welt. Im Alter von sieben Jahren wurde er im Kloster des Heiligen Phoebammon in Theben Mönch. 598 wurde er zum Bischof von geweiht. Viten berichten unter anderem von seiner Fürsorge für die Armen. In der Zeit als Ägypten von den Sassaniden erobert wurde (619–629), flüchtete er in das Epiphaniuskloster in Theben. Hier dürfte er auch gestorben sein. Von hier ist sein bischöfliches Archiv erhalten. Die Urkunden geben einen einmaligen Einblick in die Aufgaben eines Bischofs seiner Zeit. 
Es gibt einige Schriften, die ihm zugeschrieben werden, nicht alle stammen wirklich von ihm. Echt ist eine erhaltene Predigt. Die koptische Kirche verehrt Pisentius als Heiligen. Sein Festtag ist der 7. Juli. Einige Klöster sind nach ihm benannt.